# Macroglossinae
Macroglossinae (scris și macroglosine) reprezintă o subfamilie de molii sfingide din ordinul Lepidoptera. Subfamilia este împărțită în trei triburi: Dilophonotini, Macroglossini și Philampelini.